# Luis Álamos
Luis Álamos Luque (Chañaral, 1923. december 25. – Santiago, 1983. június 26.) chilei válogatott labdarúgó, edző.

## Pályafutása

### Edzőként
A chilei válogatottnak két alkalommal volt szövetségi kapitánya. Irányításával két világbajnokságon is részt vettek: 1966-ban és 1974-ben.

## Sikerei, díjai

### Edzőként
Universidad de Chile
- Chilei bajnok (4): 1959, 1962, 1964, 1965

Colo-Colo
- Chilei bajnok (1): 1972
- Chilei kupa (1): 1974
- Copa Libertadores döntős (1): 1973